# Teichonopsis labyrinthica
Teichonopsis labyrinthica és una espècie d'esponja calcària, marina i amb espícules formades per carbonat de calci. L'esponja és l'única espècie del gènere Teichonopsis, de la família Grantiidae. El nom científic de l'espècie va ser publicat per primera vegada el 1878 per Herbert James Carter.